# Jordan von Kröcher

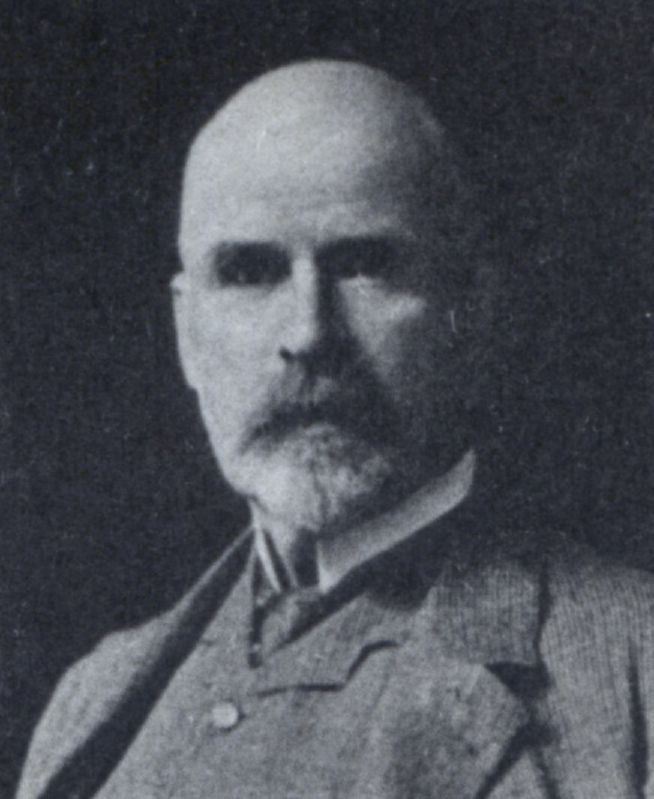
J. v. Kröcher, MdR (1912)

Jordan von Kröcher (* 23. Mai 1846 auf Burg Gardelegen (Schloss Isenschnibbe); † 10. Januar 1918 auf Gut Vinzelberg) war ein deutscher Großgrundbesitzer in der Provinz Sachsen und in Brandenburg. Er war Reichstagsabgeordneter und Präsident des Preußischen Abgeordnetenhauses.

## Leben
Jordan von Kröcher entstammte dem Vasallengeschlecht Kröcher, das von Markgraf Ludwig I., dem Brandenburger, 1337 mit dem Ort Dreetz (Brandenburg) belehnt worden war.
Er besuchte das Evangelisch Stiftische Gymnasium Gütersloh, wo er 1865 auch die Reifeprüfung ablegte. Anschließend studierte er an der Friedrich-Wilhelms-Universität zu Berlin und der Georg-August-Universität Göttingen Rechtswissenschaft. Von Ostern bis Juni 1866 war er Renonce des Corps Saxonia Göttingen. Nach Ausbruch des Deutschen Krieges 1866 trat er in das 6. Ulanen-Regiment ein. Kröcher nahm am Deutsch-Französischen Krieg 1870/71 teil, blieb bis 1875 Offizier und beendete seine Militärkarriere als Rittmeister, um sich aufs Land zurückzuziehen. Am 26. April 1890 wurde er Corpsschleifenträger von Saxonia Göttingen.

### Besitz

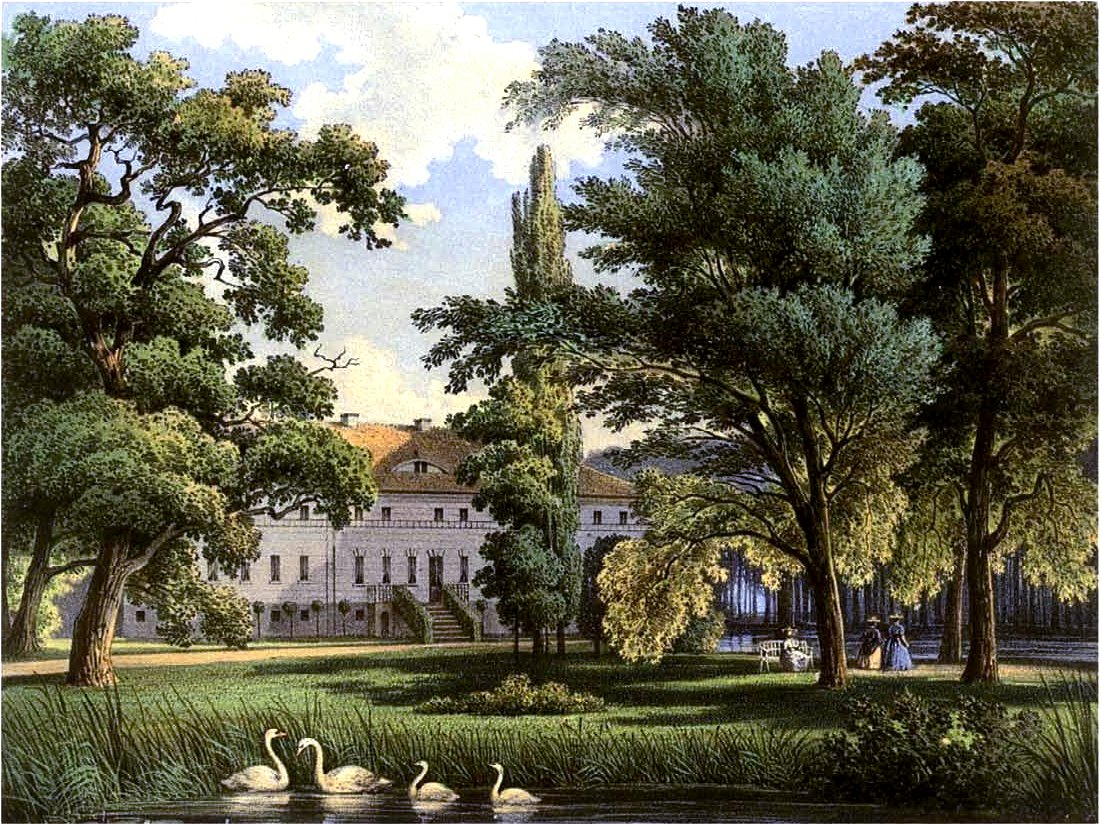
Vinzelberg

Kröcher war Besitzer der Herrschaft Vinzelberg mit einer Größe von 2.500 Hektar und des Fideikommisses Voigtsbrügge bei Havelberg mit einer Größe von 1.250 Hektar. 1895 wurde er Ritterschaftsdirektor der Prignitz und 1889 Hauptritterschaftsdirektor der Kurmark und der Neumark, am Kur- und Neumärkisches Ritterschaftliches Kreditinstitut in Berlin.

### Politik
1879–1882 und 1889 bis zu seinem Tod 1918 gehörte er dem Preußischen Abgeordnetenhaus in der Fraktion der deutschkonservativen Partei an. In den ersten vier Legislaturperioden seiner Parlamentszugehörigkeit vertrat er den Wahlkreis Potsdam 1 (West- und Ostprignitz) und ab 1904 in den letzten drei der insgesamt sieben Legislaturperioden den Wahlkreis Magdeburg 1 (Salzwedel, Gardelegen). Von 1898 bis 1911 war er Präsident des Abgeordnetenhauses. 1912 trat er unter Protest gegen die seines Erachtens zu zaghafte Außenpolitik der Reichsregierung vom Präsidentenamt zurück. Er sprach von „unglaublicher Blindheit“ und – ohne im Alter von 66 Jahren selbst noch dienstpflichtig zu sein – davon, „dass wir uns dem großen Kladderadatsch mit Riesenschritten nähern und keinen anderen Wunsch mehr haben können, als zu sterben wie anständige Männer.“ Von 1898 bis 1913 saß v. Kröcher im Reichstag (Deutsches Kaiserreich). Karl Radek bezeichnete ihn 1911 als den „frechen Junker, der […] die deutsche Arbeiterklasse […] als Objekt der Politik […] wünschte“.
Kröcher war Mitglied des Komitees der Kreuzzeitung. Er trat gegen deren Chefredakteur Wilhelm Joachim von Hammerstein auf, dessen Verhaftung 1896 er im Landtag und gegenüber seiner Partei rechtfertigte.
Im 72. Lebensjahr starb er 1918 auf seinem Landsitz.

## Familie
Kröchers Schwestern waren Sophie Katharina von Kröcher (1849–1902) und Bertha von Kröcher (1857–1922), Mitglied des Deutsch-Evangelischen Frauenbundes und Gründerin der Vereinigung Konservativer Frauen (VKF). Er war mit Luise von Krosigk verheiratet. Seine Tochter Barbara von Kröcher (1885–1962) heiratete Henning von Bismarck (1881–1945), einen Nachkommen Herbord von Bismarcks (1200–1280).

## Ehrungen

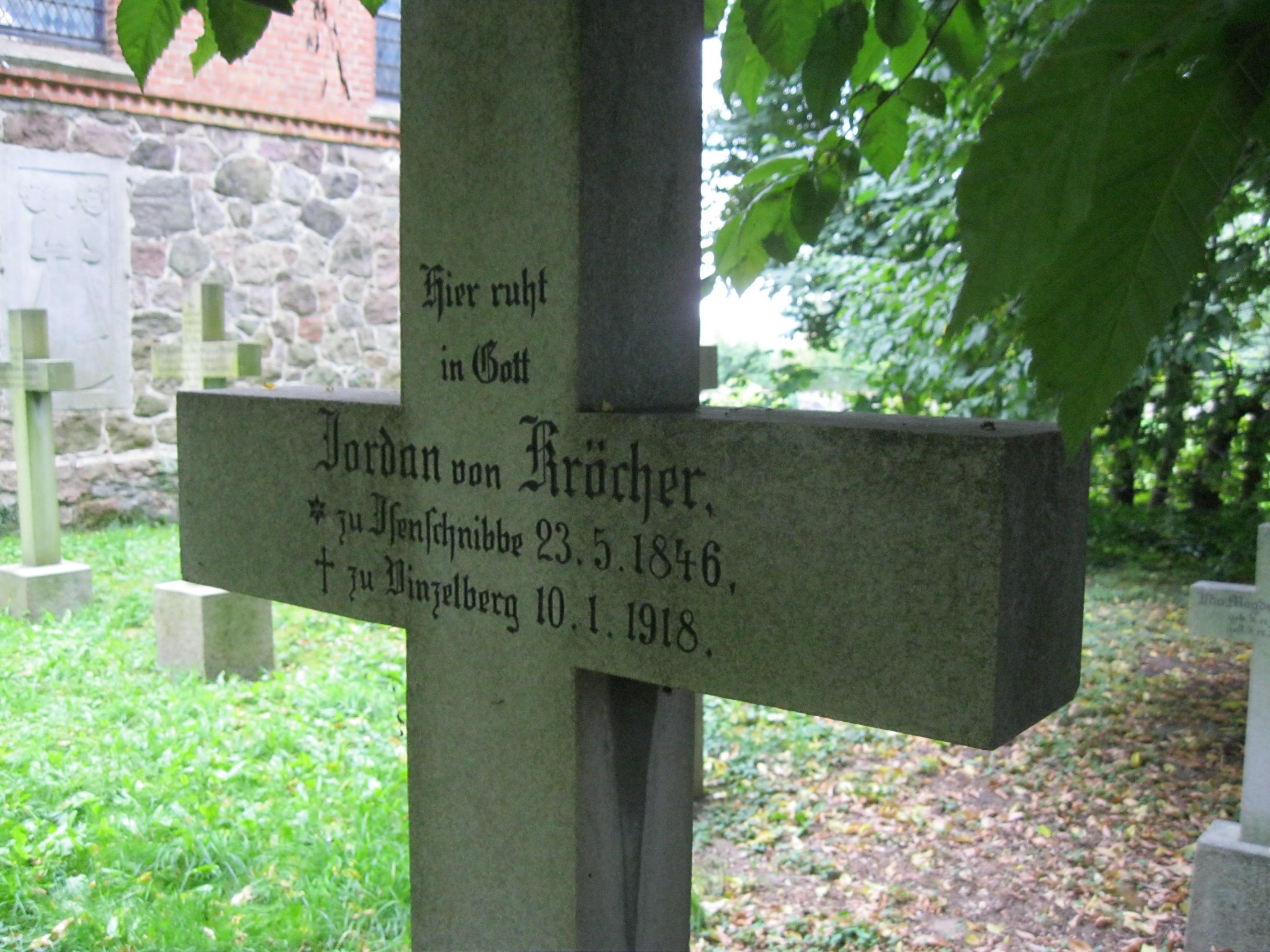
Kröchers Grab

- Charakter als Wirkl. Geh. Rat, verbunden mit der Anrede Exzellenz (1905)